# Usia ignorata
Usia ignorata är en tvåvingeart som beskrevs av Becker 1906. Usia ignorata ingår i släktet Usia och familjen svävflugor. Inga underarter finns listade i Catalogue of Life.